# Economia dels Països Baixos

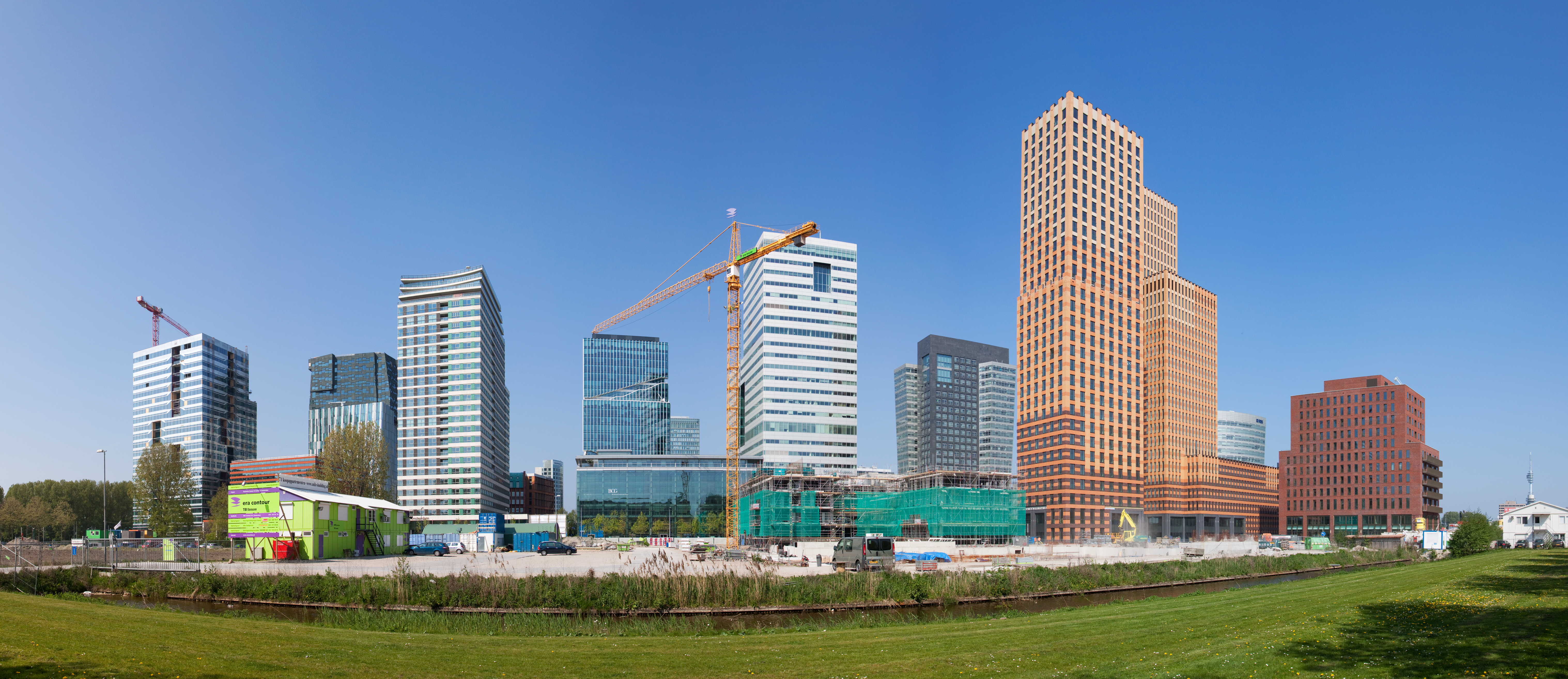
Zuidas, districte central de negocis d'Amsterdam.

Durant el segle xvii, els Països Baixos es van transformar en la principal potència comercial del món, a causa de la seva estratègica ubicació sobre el continent europeu, però sobretot gràcies a l'Imperi colonial que aquesta petita nació va assolir al construir tant en Àsia com en Amèrica.
En l'actualitat, malgrat haver perdut la major part de les seves possessions d'ultramar, el país manté el seu estatus de potència comercial i àdhuc posseeix el port marítim de major moviment en el món, Rotterdam. La seva economia té com característiques les reduïdes taxes d'atur i inflació, una indústria estable, un considerable superàvit comercial i el paper d'important nus de transport a Europa. Actualment són una economia de mercat oberta i pròspera, en què el govern ha reduït reeixidament la seva participació des de la dècada de 1980.
L'activitat industrial té el seu fonament en el processament d'aliments, la producció de químics, la refinació petrolífera i la producció de maquinària elèctrica. El seu sector agrícola és molt mecanitzat i ocupa no més del 4% de la força laboral, però, proveïx enormes excedents que són utilitzats en la indústria de processament d'aliments i d'altres són destinats a l'exportació.
Els Països Baixos són el tercer estat del món en termes de les exportacions agrícoles, després dels Estats Units i de França. Els Països Baixos van resoldre els problemes de les finances públiques, i van promoure la reducció de la taxa d'atur reexidament. El creixement del PIB neerlandès és molt robust, en comparació amb altres països europeus. Va ser un dels primers 12 països a ingressar a la zona euro.
A més és uns dels deu majors exportadors del món, superant fins i tot al Canadà en 2003.